# Vocal
Vocal è un singolo del gruppo musicale britannico Pet Shop Boys, pubblicato il 3 giugno 2013 come secondo estratto dal dodicesimo album in studio Electric.

## Descrizione
Traccia conclusiva di Electric, Vocal è stata composta dal duo a partire dall'11 febbraio 2011. Una prima versione è stata in seguito pubblicata nel 2017 all'interno del secondo disco della riedizione di Elysium.

## Promozione
Il 30 maggio la versione strumentale di Vocal fu l'apertura dello show radiofonico e podcast A State of Trance, condotto dal DJ Armin van Buuren, per poi ricevere la sua anteprima mondiale radiofonica la notte del 1 giugno 2013 al Dance Years, show di musica dance condotto dal DJ Dave Pearce, su BBC Radio 2.
Il giorno dopo fu reso possibile l'acquisto della versione digitale attraverso l'iTunes Store, mentre il formato su CD è stato distribuito a partire dal 22 luglio.

## Video musicale
Il videoclip, diretto e prodotto dal fotografo Joost Vandeburg, è stato pubblicato il 18 giugno sul sito ufficiale del gruppo e si tratta di un collage di vari e autentici rave amatoriali degli anni ottanta, uniti con delle immagini del famoso locale Haçienda di Manchester. Sia il video che la canzone stessa sono ispirati al fenomeno giovanile che trova le sue libertà nella musica dance e nei rave.

## Accoglienza
Vocal venne eseguita come ultimo brano dell'Electric Tour che i Pet Shop Boys intrapresero per la promozione di Electric. La scelta di pubblicare il brano come singolo è stato dettato dal particolare gradimento che il pubblico ha avuto nei confronti di essa. Anche la critica fu entusiasta del brano: alcune recensioni definiscono la canzone un «trionfante ritorno dei Pet Shop Boys alle loro radici dance». Popjustice valuta Vocal con punteggio massimo, 10/10, definendo il brano «estremamente buono». Il New Musical Express apprezza l'impronta dance del brano commentando «una esplosione esattamente come ci si aspetta». La rivista Q elogia i Pet Shop Boys affermando che «Neil Tennant e Chris Lowe suonano infuocati e rinnovati».

## Tracce
Download digitale
1. Vocal – 6:34

CD, EP digitale
1. Vocal (Album Mix) – 6:34
2. Vocal (Rektchordz Dub) – 6:37
3. Vocal (Armageddon Turk Tear Gas Mix) – 6:44
4. Vocal (The Cucharachas Mix) – 8:06
5. Vocal (JRMX Club Mix) – 7:59
6. Vocal (Nacho Chapado & Ivan Gomez Mix) – 7:49
7. Vocal (Rektchordz Mix) – 6:40
8. Vocal (WAWA Extended Mix) – 6:57
9. Vocal (The Cucharachas Dub) – 7:43

Download digitale – remix
1. Vocal (Flashmob Remix) – 7:38
2. Vocal (Flashmob Instrumental) – 7:39

12"
- Lato A

1. Vocal (Album Mix) – 6:34
2. Vocal (Rektchordz Dub) – 6:37

- Lato B

1. Vocal (Armageddon Turk Tear Gas Mix) – 6:44
2. Vocal (The Cucharachas Mix) – 8:06

- Lato C

1. Vocal (JRMX Club Mix) – 7:59
2. Vocal (Nacho Chapado & Ivan Gomez Mix) – 7:49

- Lato D

1. Vocal (Rektchordz Mix) – 6:40
2. Vocal (WAWA Extended Mix) – 6:57

## Classifiche
| Classifica (2013)   | Posizione massima |
| ------------------- | ----------------- |
| Belgio (Vallonia)   | 58                |
| Francia             | 196               |
| Stati Uniti (dance) | 3                 |

## Date di pubblicazione
| Paese | Data            | Formato           |
| ----- | --------------- | ----------------- |
| Mondo | 3 giugno 2013   | Download digitale |
| Mondo | 28 luglio 2013  | EP digitale       |
| Mondo | 29 luglio 2013  | CD                |
| Mondo | 9 dicembre 2013 | 12"               |